# Alvar Aalto-stiftelsen
Alvar Aalto-stiftelsen (finska: Alvar Aalto -säätiö) är en finländsk stiftelse som har till ändamål att värna om Alvar Aaltos arkitektur och livsverk.
Stiftelsen instiftades 1968 under medverkan av bland annat Göran Schildt. Den äger hans originalritningar och -texter samt innehar upphovsrätten till dem och hans möbler. Stiftelsens byrå är inrymd i Aaltos ateljébyggnad i Munksnäs i Helsingfors (1954–1955), där även Alvar Aalto-arkivet och Alvar Aalto-akademin (grundad 1999), den sistnämnda ett internationellt debattforum särskilt för modern arkitektur, arbetar. Den förvaltar vidare Alvar Aaltomuseet.